# Načeratice
Načeratice (německy Naschetitz) je vesnice, část okresního města Znojmo. Nachází se asi 6,5 km na jihovýchod od Znojma. Je zde evidováno 131 adres. Trvale zde žije 304 obyvatel.
Načeratice je také název katastrálního území o rozloze 4,21 km2.

## Pamětihodnosti
- Kostel Bolestné Panny Marie na návsi
- Sousoší Nejsvětější Trojice (přemístěné do znojemského muzea)